# Moechamatsja Boerangoelov
Moechametsja Abdrachmanovitsj Boerangoelov (Russisch: Мухаметша Абдрахманович Бурангулов; Verchne-Iljasovo, oblast Orenburg, 15 december 1888 — Oefa, 9 maart 1966) was een sesen, verteller, folklorist, toneelschrijver en een groot kenner van Basjkierse volkskunst. 

## Leven
Machmetsja verloor zijn ouders reeds op jonge leeftijd. Nadat hij zijn schoolopleiding had afgemaakt aan de zemstvoschool van het nabijgelegen dorpje Starojoeldasjevo in 1901, vertrok hij naar Orenburg, waar hij van 1902 tot 1907 les kreeg aan de madrassa van Kargaly (Kargalinskaja Sloboda) ten noorden van Orenburg en vervolgens nog drie jaar aan de madrassa 'Choesainia' in Orenburg. Van 1912 tot 1916 gaf hij les in Basjkiers aan plattelandsscholen en vervulde daarna van 1916 tot 1917  de functie van schoolinspecteur in de dorpen rond Boezoeloek. In die tijd schreef hij op basis van mondelinge vertellingen de toneelstukken Asjkadar en Basjkirskaja svadba ("Basjkierse bruiloft"). Ook schreef en verspreidde hij epossen als Oeral-Batyr, Akboezat en Alpamysja.
Van 1917 tot 1920 leidde hij een onderwijsafdeling van het uitvoerend comité van het Bajkierse kanton Tok-Soeranski (in 1924 overgeheveld naar de Kara-Kirgizische Autonome Oblast), van 1921 tot 1924 gaf hij les aan de school van zijn geboorteplaats Verchne-Iljasovo en van 1924 tot 1937 gaf hij les in Basjkiers en literatuur aan verschillende scholen en technische scholen in de Basjkierse ASSR. Tegelijkertijd volgde hij lessen literatuur aan het K.A. Timirjazev Basjkiers Pedagogisch Staatsinstituut in Oefa.
In augustus 1937 werd hij gearresteerd voor 'bourgeois nationalisme' en gevangengezet. Hij werd echter weer vrijgelaten en vanaf september 1938 werkte hij voor het Basjkiers instituut voor geschiedenis, taal en literatuur in Oefa. In 1944 kreeg hij de titel van nationale sesen van de Basjkierse ASSR.
Nadat de Sovjet-Unie op 27 januari 1945 de wet "over de staat van agitatie-propagandawerk in de Basjkierse partijorganisatie en de wegen van haar vooruitgang" had aangenomen, kreeg Boerangoelov opnieuw te maken met vervolgingen. Hij en dichter Bikbaj werden ditmaal beschuldigd van het verminken van de geschiedenis van het Basjkierse volk, zo zou blijken uit sommige van hun werken. Ook werd hen lidmaatschap aan een nationalistische anti-sovjetgroepering en anti-sovjetagitatie ten laste gelegd. Boerangoelov werd opgepakt in 1946 en veroordeeld tot tien jaar cel. Zijn titels werden hem daarbij ontnomen. Hij zat daarop tot 1956 gevangen en werd toen weer vrijgelaten. Drie jaar later, in 1959, werd hij gerehabiliteerd en herkreeg zijn titels. Zeven jaar later stierf hij op 77-jarige leeftijd.

## Werken
Zijn werk leverde grote bijdragen aan de ontwikkeling van het Basjkierse folklorisme en dramaturgie. De liederen, overleveringen, legendes, heroïsch-epische sagen en beschrijving van Basjkierse bruiloftsriten werden opgenomen in 
'gouden fonds' van de Basjkierse folklore. De spelers in zijn theatrische werken hanteren motieven uit muzikale Basjkierse overleveringen, waarin thema's als de uniekheid van het leven, tradities, riten en het Basjkierse volksgeloof naar voren komen. Het Basjkierse dramatheater opende in 1919 met zijn toneelstuk Asjkadar ('Asjkazar'). In de jaren '20 en 30 volgden zijn toneelstukken 'Sjaoera' (Basjkiers: 'Sjeoerekej'; 1925-1948), 'Basjkirskaja svadba' ('Basjkort toejy'; 1930-1939) en 'Idoekaj i Moeradym' ('Izeoekej menen Morazym'; 1940-1943). 
Zijn verzamelde volkswerken werden in 1977 opgenomen in het verzamelwerk 'Het Basjkierse volksepos'. In 1990 werd een tweedelig werk uitgebracht met werken van hem. In Oefa is in de Mingazjevastraat aan het huis waarin hij leefde een herinneringsbord opgehangen. 
- Gemeinsame Normdatei: 1158284411
- International Standard Name Identifier: 0000 0000 3497 1930
- Library of Congress Control Number: n96016765
- Virtual International Authority File: 14031095
- WorldCat: E39PBJx8yF8rQxr9ygHCHhBByd